# Ängsholmen, Vindö NV
För andra betydelser, se Ängsholmen.
Ängsholmen är en hästskoformad holme i Stockholms mellersta skärgård utan bro- eller annan fast förbindelse med fastlandet, som utnyttjas av KFUK-KFUM för lägerverksamhet under sommarsäsongen. Ängsholmen ligger norr om Överby på Vindö och söder om Gällnö. Ängsholmsfortet låg på ön. Direkt väst om Ängsholmen ligger Puttisholmen.

## Externa länkar

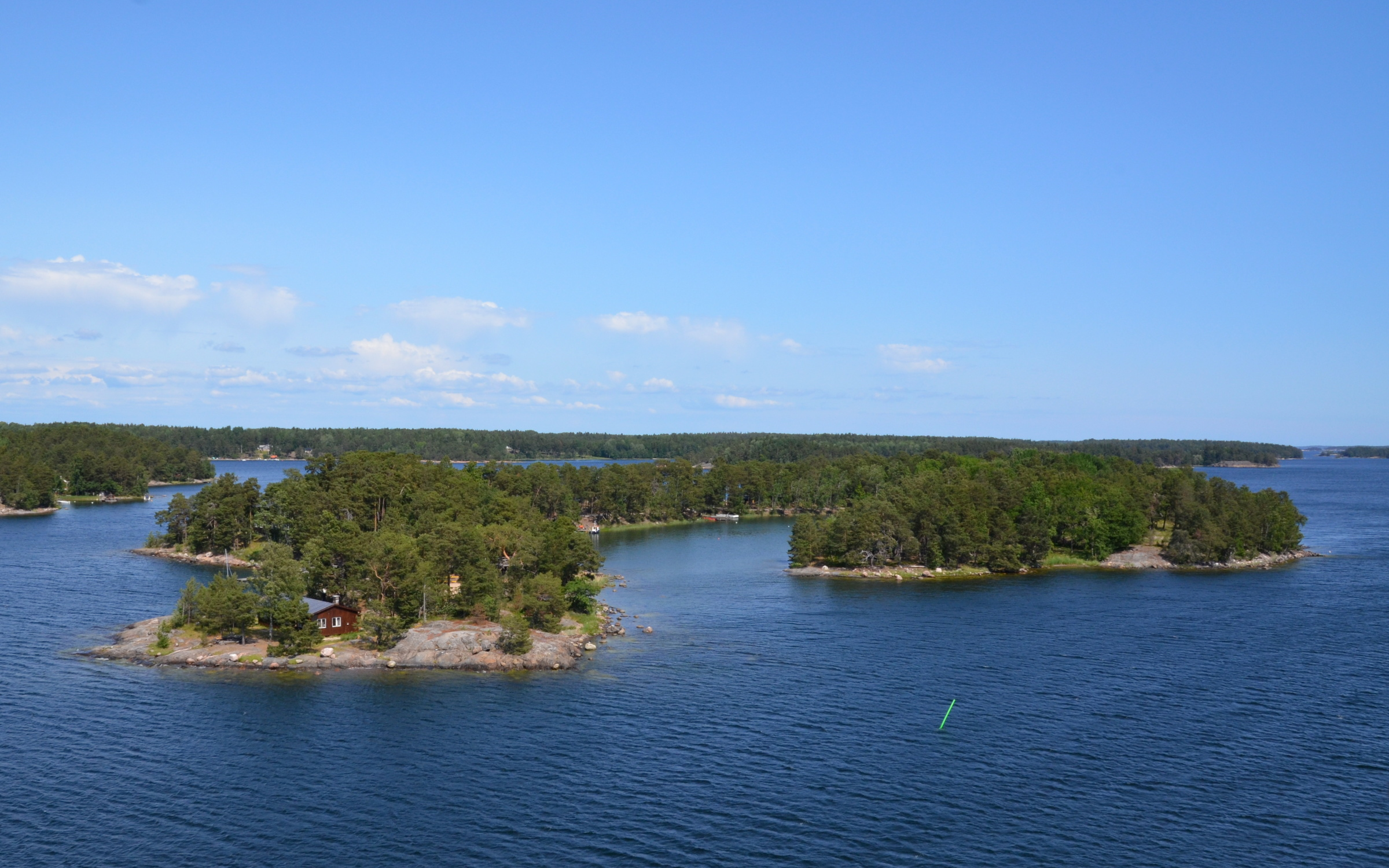
Hamnviken på Ängsholmen sedd från sydväst.